# Doroschnoje (Kaliningrad, Selenogradsk)
Doroschnoje (russisch Дорожное, deutsch Kaspershöfen) ist ein Ort in der russischen Oblast Kaliningrad. Er gehört zur kommunalen Selbstverwaltungseinheit Stadtkreis Selenogradsk im Rajon Selenogradsk.

## Geographie
Doroschnoje liegt etwa fünf Kilometer nordöstlich der einstigen Kreisstadt Primorsk (Fischhausen) und 27 Kilometer westlich vom Zentrum der Oblasthauptstadt Kaliningrad (Königsberg). Der Ort besteht aus zwei Teilen. Der nördliche Teil, der offenbar erst nach 1945 im Zusammenhang mit einer militärischen Anlage entstand, liegt nördlich der Bahnstrecke Kaliningrad–Baltijsk (Königsberg–Pillau) an einer Nebenstraße der Fernstraße A 193 (ehemalige deutsche Reichsstraße 131), die über Zwetnoje (Kallen) und Tichoretschenskoje (Linkau) nach Kruglowo (Polennen) führt, während der südliche Teil die Ortsstelle des ehemaligen Dorfes Kaspershöfen südlich der Bahnlinie ist.
Seit 1864 besteht eine Bahnstation an der einst Ostpreußische Südbahn genannten Bahnstrecke. Bis 1945 hieß der kleine Bahnhof „Kaspershöfen“. Heute ist er nur noch der Ostanowotschny punkt „O.p. 29 km“ an der Strecke von Kaliningrad nach Baltijsk.

## Geschichte
Das bis 1946 Kaspershöfen genannte Dorf wurde im Jahre 1433 erstmals urkundlich erwähnt. Im Jahre 1874 wurde die Landgemeinde Kaspershöfen in den neu errichteten Amtsbezirk Kallen (heute russisch: Zwetnoje) eingegliedert, der bis 1939 zum Landkreis Fischhausen, von 1939 bis 1945 zum Landkreis Samland im Regierungsbezirk Königsberg der preußischen Provinz Ostpreußen gehörte. Im Jahre 1910 zählte das aus mehreren großen Höfen bestehende Kaspershöfen 113 Einwohner.
Unweit des Bahnhofs entstand in Kaspershöfen ab 1912 auf Betreiben von Hermann Lemke aus Bludau (heute russisch: Kostrowo) eine Molkerei, die jedoch erst 1927 ihren Betrieb aufnahm. Sie produzierte bis 1945 Tilsiter Käse, Butter, Quark und Sahne und belieferte hauptsächlich Geschäfte in Fischhausen (heute russisch: Primorsk) und Königsberg (Kaliningrad). Das Einzugsgebiet für die Milch umfasste die Dörfer Kaspershöfen, Bludau (Kostrowo), Forken (Podoroschnoje), Geidau (Prosorowo), Kallen (Zwetnoje), Kompehnen (Niwy), Ludwigsfelde (Serjogino) und Wischrodt (Krylowka).
Am 30. September 1928 verlor Kaspershöfen seine Eigenständigkeit, indem sich das Dorf mit den Nachbarorten Bludau (Kostrowo) und Forken (Podoroschnoje) zur neuen Landgemeinde Bludau zusammenschloss.
In Kriegsfolge kam Kaspershöfen 1945 mit dem nördlichen Ostpreußen zur Sowjetunion. Im Jahr 1950 wurde der Ort wieder eigenständig in „Doroschnoje“ umbenannt und  gleichzeitig in den Dorfsowjet Logwinski selski Sowet im Rajon Primorsk eingeordnet. Später gelangte der Ort in den Powarowski selski Sowet. Von 2005 bis 2015 gehörte Doroschnoje zur Landgemeinde Pereslawskoje selskoje posselenije und seither zum Stadtkreis Selenogradsk.

## Kirche
Mit seinen überwiegend evangelischen Einwohnern war Kaspershöfen vor 1945 in das Kirchspiel der Kirche in Fischhausen (heute russisch: Primorsk) eingepfarrt. Es gehörte zum Kirchenkreis Fischhausen in der Kirchenprovinz Ostpreußen der Kirche der Altpreußischen Union. Heute liegt Doroschnoje im Einzugsbereich der in den 1990er Jahren neu entstandenen evangelisch-lutherischen Gemeinde in Swetly (Zimmerbude). Sie ist eine Filialgemeinde der Auferstehungskirche in Kaliningrad (Königsberg) in der Propstei Kaliningrad der Evangelisch-lutherischen Kirche Europäisches Russland.

## Schule
Bereits im Jahre 1719 wurde in Kasperhöfen eine Volksschule urkundlich genannt.